# Otello Voliani
Otello Voliani (Livorno, 4 aprile 1924 – Livorno, 13 dicembre 2012) è stato un calciatore italiano, di ruolo attaccante.
È morto per una polmonite nel dicembre 2012, a quasi 89 anni.

## Caratteristiche tecniche
Giocava come ala o centravanti.

## Carriera
Fece parte del Livorno che sfiorò lo scudetto nella stagione 1942-43, senza tuttavia esordire: faceva infatti parte della terza squadra. Nel dopoguerra continuò a indossare la maglia del Livorno e prese parte al campionato 1945-1946 giocando 5 partite in massima serie.
In seguito militò in Serie C con Pontedera e Massese. Giocò anche per Grosseto, Benevento e Avellino.
In carriera segnò complessivamente 145 reti.